# Ezumburen
Ezumburen (Fries: Esonbuorren) is een streekje in de gemeente Noardeast-Fryslân, in de Nederlandse provincie Friesland. Ezumburen is ontstaan ten zuiden van de sluis van Ezumazijl. Al in 1543 duikt de naam Eesum op. De naam wordt in 1580 gespeld als Eesemeburen en in 1619 als Esumabuijren en Esumerbuijren. De nederzetting wordt op kaarten uit de zeventiende en achttiende eeuw Ezumbu(i)ren genoemd.  
Ezum, het eerste deel van de naam, zou kunnen verwijzen naar een persoonsnaam als Eise.